# Martin L. Smyser
Martin L. Smyser (Comté de Wayne (Ohio), 3 avril 1851 - Wooster (Ohio), 6 mai 1908) est un homme politique américain.